# Royal Aircraft Factory F.E.8
Le Royal Aircraft Factory F.E.8 est un chasseur monoplace britannique de la Première Guerre mondiale conçu par la Royal Aircraft Factory. Quoique d'une conception élégante et efficace pour un aéronef à hélice propulsive, il est pénalisé par la traînée engendrée par la structure de son empennage de queue et ne peut se mesurer efficacement aux Halberstadt et Albatros de la fin de 1916.